# ヴィクターハーバー高校
ヴィクターハーバー高校 (英語:Victor Harbor High School) (VHHS)は、オーストラリアサウスオーストラリア州フルリオ半島のヴィクターハーバー市ヴィクターハーバーに位置する高校である。およそ680人の8年生から12年生の生徒が通っている。

## 沿革
- ヴィクターハーバー高校の歴史は1910年迄遡られ、トレンズ道路(Torrens Road)沿いにあった初等学校の教室で初等教育を越えた教育を望む28人の生徒が授業を受けるようになった[2]。
- 1910年から1929年の間におおよそ352人の生徒が‘ヴィクターハーバー地区学校(Victor Harbour District High School)’で教育を受けたが、教育省が独立した高等学校を創立する必要があると考え最低40人の生徒が入学出来る収納力がある事をヴィクターハーバーが明確に示す事が出来たのは1930年になってからである[3]。

## 学区
学区内には、スクールバスが運行している。

## 概要
ヴィクターハーバー高校では、生徒が学校に自分たちのラップトップやタブレット端末、ウェアラブル端末等の電子機器の持ち込みを許可しており、学校のインターネット回線を使ってインターネットに接続したり、銘々の課題やプリント等を印刷する事が出来る(BYOD (Bring Your Own Device))。
国際教育に力を入れており、ヴィクターハーバー高校は外国からの留学生にオーストラリアの生活を体験する機会を設け、彼らの英語力の向上を支援している。校内には青年の心の健康に詳しい地方の専門医師が常駐しており、2週間毎に医師に診察してもらう事が出来る。

### 授業
ヴィクターハーバー高校は4学期制であり、2019年度は1学期が1月29日から4月12日、2学期が4月29日から7月5日、3学期が7月22日から9月27日、4学期が10月14日から12月13日である。
ヴィクターハーバー高校の時間割
| 時限 | 1時間目 | 2時間目 | リセス   | 生徒指導 | 3時間目  | 4時間目  | 昼休み   | 5時間目  | 6時間目  | ショートホームルーム |
| 時刻 | 8時50分 | 9時40分 | 10時30分 | 10時55分 | 11時10分 | 12時00分 | 12時50分 | 13時35分 | 14時25分 | 15時15分             |

### 掟
"自己や他者、凡ゆる物を重んじよ"(RESPECT YOURSELF, OTHERS AND ALL PROPERTY)

### 学費
ヴィクターハーバー高校の学費 (2018年度)
- 8年生、9年生 - 613.00AUD
- 10年生、11年生、12年生 - 654.00AUD

### 制服
ヴィクターハーバー高校の制服
- シャツ、ウィンドブレーカー、ジャケット
- 半ズボン、スラックス
- 夏:ドレス、冬:タータンスカート